# Record algerini di atletica leggera
I record algerini di atletica leggera rappresentano le migliori prestazioni di atletica leggera stabilite dagli atleti di nazionalità algerina e ratificate dalla Fédération Algérienne d'Athlétisme.

## Outdoor

### Maschili
| Specialità             | Prestazione | Atleta                                                                         | Data              | Evento                  | Luogo                          | Note  |
| ---------------------- | --- | ------------------------------------------------------------------------------ | ----------------- | ----------------------- | ------------------------------ | ----- |
| 100 m                  | 10.34 (+0.8 m/s) | Mustapha Kamel Selmi                                                           | 8 agosto 1987     | All-Africa Games        | Nairobi, Kenya                 |       |
| 200 m                  | 20.62 (+1.6 m/s) | Malik-Khaled Louahla                                                           | 5 agosto 2004     |                         | Algeri, Algeria                |       |
| 400 m                  | 45.13 | Malik-Khaled Louahla                                                           | 4 agosto 2001     | Campionati del mondo    | Edmonton, Canada               |       |
| 800 m                  | 1:43.09 | Djabir Saïd-Guerni                                                             | 3 settembre 1999  | Memorial Van Damme      | Bruxelles, Belgio              |       |
| 1000 m                 | 2:13.08 | Taoufik Makhloufi                                                              | 1º luglio 2015    |                         | Tomblaine, Francia             | [ 1 ] |
| 1500 m                 | 3:27.37 | Noureddine Morceli                                                             | 12 luglio 1995    |                         | Nizza, Francia                 |       |
| Miglio                 | 3:44.39 | Noureddine Morceli                                                             | 5 settembre 1993  | Grand Prix IAAF         | Rieti, Italia                  |       |
| 2000 m                 | 4:46.88 | Ali Saïdi-Sief                                                                 | 19 giugno 2001    |                         | Nizza, Francia                 |       |
| 3000 m                 | 7:25.02 | Ali Saïdi-Sief                                                                 | 18 agosto 2000    | Herculis                | Fontvieille, Monaco            |       |
| 5000 m                 | 12:50.86 | Ali Saïdi-Sief                                                                 | 30 giugno 2000    | Golden Gala             | Roma, Italia                   |       |
| 10000 m                | 27:58.03 | Khoudir Aggoune                                                                | 6 giugno 2008     |                         | Saint-Maur-des-Fossés, Francia |       |
| 10km (strada)          | 28:07 | Nourredine Athamna                                                             | 7 ottobre 2007    |                         | Utrecht, Paesi Bassi           |       |
| 15km (strada)          | 44:26 | Said Belaout                                                                   | 8 settembre 2001  |                         | Tulle, Francia                 |       |
| 20km (strada)          | 57:56 | Kamel Kohil                                                                    | 18 ottobre 1998   |                         | Parigi, Francia                |       |
| Mezza maratona         | 1:01:30 | Rachid Ziar                                                                    | 4 settembre 1999  |                         | Lilla, Francia                 |       |
| 25km (strada)          | 1:17:25 | Mohamed Youkmane                                                               | 19 giugno 1989    |                         | Sallanches, Francia            |       |
| 30km (strada)          | 1:35:20 | Bagdad Rachim                                                                  | 25 marzo 2007     |                         | Hamilton, Canada               |       |
| Maratona               | 2:09:54 | Rachid Ziar                                                                    | 7 aprile 2002     | Maratona di Parigi      | Parigi, Francia                |       |
| 110 m ostacoli         | 13.46 (+1.5 m/s) | Othmane Hadj-Lazib                                                             | 13 agosto 2011    | DLV                     | Mannheim, Germania             | [ 2 ] |
| 400 m ostacoli         | 48.67 | Abdelmalik Lahoulou                                                            | 16 settembre 2015 | Giochi Panafricani      | Brazzaville, Congo             |       |
| 3000 m siepi           | 8:10.23 | Laïd Bessou                                                                    | 18 agosto 2000    | Herculis                | Fontvieille, Monaco            |       |
| Salto in alto          | 2.34 m | Abderrahmane Hammad                                                            | 14 luglio 2000    | Campionati Africani     | Algeri, Algeria                |       |
| Salto con l'asta       | 5.50 m | Hichem Cherabi                                                                 | 14 giugno 2015    | Himmelsstürmer Cup      | Zweibrücken, Germania          |       |
| Salto in lungo         | 8.26 m (+0.7 m/s) | Issam Nima                                                                     | 28 luglio 2007    |                         | Saragozza, Spagna              |       |
| Salto triplo           | 16.92 m (0.0 m/s) | Lotfi Khaïda                                                                   | 7 agosto 1993     |                         | Fontvieille, Monaco            |       |
| Getto del peso         | 19.07 m | Jean-Marie Djébaïli                                                            | 2 giugno 1976     |                         | Saint-Maur-des-Fossés, Francia |       |
| Lancio del disco       | 55.04 m | Oualid Boudaoui                                                                | 21 luglio 2000    | Campionati Africani     | Algeri, Algeria                |       |
| Lancio del martello    | 74.76 m | Hakim Toumi                                                                    | 8 agosto 1998     |                         | Algeri, Algeria                |       |
| Lancio del giavellotto | 70.20 m | Ahmed Mahour Bacha                                                             | 7 agosto 1986     |                         | Tunisi, Tunisia                |       |
| Decathlon              | 8461 pts | Larbi Bouraada                                                                 | 28-29 agosto 2015 | Campionati del Mondo    | Pechino, Cina                  |       |
| Decathlon              | 10.83 (-0.2 m/s) (100 m), 7.51 m (+0.6 m/s) (lungo), 13.73 m (peso), 2.07 m (alto), 47.60 (400 m) / 14.26 (110 m h), 41.53 m (disco), 4.80 m (asta), 63.82 m (giavellotto), 4:16.61 (1500 m) |                                                                                |                   |                         |                                |       |
| Marcia 20 km (strada)  | 1:22:52 | Abdelwahab Ferguène                                                            | 23 agosto 1992    |                         | Hildesheim, Germania           |       |
| Marcia 30000 m (pista) | 2:25:27.1+ | Abdelouaheb Ferguène                                                           | 25 marzo 1984     |                         | Tolosa, Francia                |       |
| Marcia 50000 m (pista) | 4:21:44.5 | Abdelouaheb Ferguène                                                           | 25 marzo 1984     |                         | Tolosa, Francia                |       |
| Marcia 50 km (strada)  | 4:19:15 | H’Mimed Rahouli                                                                | 12 marzo 1987     |                         | Boumerdès, Algeria             |       |
| Staffetta 4×100 metri  | 39.89 | Algeria Mahmoud Hammoudi Ali Bouguesba Skander Jamil Athmani Soufiane Bouhadda | 12 agosto 2014    | Campionati Africani     | Marrakech, Marocco             |       |
| staffetta 4×400 metri  | 3:02.78 | Algeria Samir-Adel Louahla Kamel Talhaoui Ahmed Aichaoui Malik Louahla         | 18 giugno 1987    | Giochi del Mediterraneo | Bari, Italia                   |       |

### Femminili
| Specialità                 | Prestazione | Atleta                                                            | Data              | Evento                                  | Luogo                    | Note  |
| -------------------------- | --- | ----------------------------------------------------------------- | ----------------- | --------------------------------------- | ------------------------ | ----- |
| 100 m                      | 11.61 (-1.5 m/s) | Souheir Bouali                                                    | 8 luglio 2007     |                                         | Algeri, Algeria          |       |
| 100 m                      | 11.61 (-1.5 m/s) | Souheir Bouali                                                    | 18 giugno 2008    |                                         | Tlemcen, Algeria         |       |
| 200 m                      | 23.38 | Yasmina Azzizi                                                    | 16 maggio 1992    |                                         | Brescia, Italia          |       |
| 400 m                      | 52.98 | Zahra Bouras                                                      | 1º giugno 2009    |                                         | Rehlingen, Germania      |       |
| 800 m                      | 1:58.72 | Hassiba Boulmerka                                                 | 17 luglio 1991    | Golden Gala                             | Roma, Italia             |       |
| 1500 m                     | 3:55.30 | Hassiba Boulmerka                                                 | 8 agosto 1992     | Giochi Olimpici                         | Barcellona, Spagna       |       |
| Miglio                     | 4:20.79 | Hassiba Boulmerka                                                 | 6 luglio 1991     | Bislett Games                           | Oslo, Norvegia           |       |
| 3000 m                     | 8:47.99 | Souad Aït Salem                                                   | 22 giugno 2006    |                                         | Algeri, Algeria          |       |
| 5000 m                     | 15:07.49 | Souad Aït Salem                                                   | 8 luglio 2006     |                                         | Saint Denis, Francia     |       |
| 10000 m                    | 32:13.15 | Souad Aït Salem                                                   | 23 luglio 2004    |                                         | Mataró, Spagna           |       |
| 10 km (strada)             | 32:39 | Souad Aït Salem                                                   | 23 maggio 2004    |                                         | Casablanca, Marocco      |       |
| 20 km (strada)             | 1:06:11 | Souad Aït Salem                                                   | 8 ottobre 2006    | Campionati del mondo di corsa su strada | Debrecen, Ungheria       |       |
| Mezza maratona             | 1:10:00 | Souad Aït Salem                                                   | 16 marzo 2008     | Mezza maratona di Lisbona               | Lisbona, Portogallo      |       |
| Maratona                   | 2:25:08 | Souad Aït Salem                                                   | 18 marzo 2007     | Maratona di Roma                        | Roma, Italia             |       |
| 100 m ostacoli             | 13.02 (-0.8 m/s) | Yasmina Azzizi                                                    | 16 maggio 1992    |                                         | Brescia, Italia          |       |
| 400 m ostacoli             | 56.66 | Houria Moussa                                                     | 22 giugno 2006    |                                         | Algeri, Algeria          |       |
| 3000 m siepi               | 9:29.20 | Amina Betiche                                                     | 17 giugno 2014    | Golden Spike                            | Ostrava, Repubblica Ceca |       |
| Salto in alto              | 1.85 m | Sara Bouaoudia                                                    | 1º luglio 2005    |                                         | Almería, Spagna          |       |
| Salto con l'asta           | 3.70 m | Lynda Méziani                                                     | 7 maggio 2000     |                                         | Franconville, Francia    |       |
| Salto con l'asta           | 3.70 m | Sonia Halliche                                                    | 24 luglio 2006    |                                         | Algeri, Algeria          |       |
| Salto con l'asta           | 3.70 m | Sonia Halliche                                                    | 5 luglio 2010     |                                         | Algeri, Algeria          |       |
| Salto con l'asta           | 3.70 m | Sonia Halliche                                                    | 27 luglio 2011    | Campionati Algerini                     | Algeri, Algeria          | [ 3 ] |
| Salto in lungo             | 6.70 m (-0.1 m/s) | Baya Rahouli                                                      | 5 settembre 1999  | IAAF Grand Prix                         | Rieti, Italia            |       |
| Salto triplo               | 14.98 m (+0.2 m/s) | Baya Rahouli                                                      | 1º luglio 2005    | Giochi del Mediterraneo                 | Almería, Spagna          |       |
| Getto del peso             | 16.16 m | Yasmina Azzizi                                                    | 13 luglio 1995    |                                         | Annaba, Algeria          |       |
| Lancio del disco           | 53.54 m | Aïcha Dahmous                                                     | 25 giugno 1987    |                                         | Algeri, Algeria          |       |
| Lancio del martello        | 59.20 m | Amina Saada                                                       | 13 settembre 2010 |                                         | Helsinki, Finlandia      |       |
| Lancio del giavellotto     | 47.92 m | Faïza Kadri                                                       | 20 luglio 2005    |                                         | Algeri, Algeria          |       |
| Eptathlon                  | 6392 pt | Yasmina Azzizi                                                    | 26-27 agosto 1991 | Campionato del mondo                    | Tokio, Giappone          |       |
| Eptathlon                  | 13.34 (100 m h), 1.79 m (alto), 15.40 m (peso), 24.32 (200 m) / 6.15 m (lungo), 44.62 m (giavellotto), 2:17.17 (800 m) |                                                                   |                   |                                         |                          |       |
| Marcia 5000 metri (pista)  | |                                                                   |                   |                                         |                          |       |
| Marcia 10000 metri (pista) | |                                                                   |                   |                                         |                          |       |
| Marcia 20 km (strada)      | 1:39:53 | Bahia Boussad                                                     | 27 agosto 2000    |                                         | Digione, Francia         |       |
| Staffetta 4×100 metri      | 46.7 | Algeria                                                           | 1º luglio 1993    |                                         | Annaba, Algeria          |       |
| Staffetta 4×400 metri      | 3:39.70 | Algeria Houria Moussa Sarah Bouaoudia Nahida Touhami Sarah Arrous | 13 agosto 2002    | Campionati Africani                     | Radès, Tunisia           |       |

## Indoor

### Maschili
| Specialità        | Prestazione                                                                                                 | Atleta                                                          | Data                | Evento                            | Luogo                     | Note |
| ----------------- | --- | --------------------------------------------------------------- | ------------------- | --------------------------------- | ------------------------- | ---- |
| 60 m              | 6.80 | Mustapha Kamel Selmi                                            | 26 febbraio 1988    |                                   | Saragozza, Spagna         |      |
| 60 m              | 6.80 | Mustapha Kamel Selmi                                            | 21 gennaio 1989     |                                   | Braga, Portogallo         |      |
| 200 m             | 21.24 | Malik Louahla                                                   | 5 marzo 1999        | Campionati del mondo              | Maebashi, Giappone        |      |
| 200 m             | 21.90 # | Oltion Luli                                                     | 22 febbraio 1998    |                                   | Atene, Grecia             |      |
| 400 m             | 46.71 | Djabir Saïd-Guerni                                              | 13 febbraio 2002    |                                   | Eaubonne, Francia         |      |
| 800 m             | 1:46.87 | Réda Abdenouz                                                   | 18 febbraio 1992    |                                   | Genova, Italia            |      |
| 1500 m            | 2:15.26 | Noureddine Morceli                                              | 28 febbraio 1991    | Aviva Indoor Grand Prix           | Birmingham, Gran Bretagna |      |
| 1500 m            | 3:34.16 | Noureddine Morceli                                              | 28 febbraio 1991    |                                   | Siviglia, Spagna          |      |
| Miglio            | 3:50.70 | Noureddine Morceli                                              | 20 febbraio 1993    | Aviva Indoor Grand Prix           | Birmingham, Gran Bretagna |      |
| 2000 m            | 4:59.98 | Ali Saïdi-Sief                                                  | 5 febbraio 1999     |                                   | Budapest, Ungheria        |      |
| 3000 m            | 7:36.25 | Ali Saïdi-Sief                                                  | 6 febbraio 2000     | Sparkassen Cup                    | Stoccarda, Germania       |      |
| 5000 m            | 13:31.02 | Aïssa Belaout                                                   | 6 febbraio 1994     | Sparkassen Cup                    | Stoccarda, Germania       |      |
| 60 m ostacoli     | 7.76 | Othmane Hadj Lazib                                              | 30 gennaio 2011     | Süddeutsche Hallenmeisterschaften | Karlsruhe, Germania       |      |
| 60 m ostacoli     | 7.5 (ht) | Othmane Hadj Lazib                                              | 25 febbraio 2011    |                                   | Metz, Francia             |      |
| Salto in alto     | 2.27 m | Othmane Belfaa                                                  | 18 gennaio 1985     | Mondiali Indoor                   | Parigi, Francia           |      |
| Salto in alto     | 2.27 m | Othmane Belfaa                                                  | 6 febbraio 1985     |                                   | Firenze, Italia           |      |
| Salto con l'asta  | 5.30 m | Samy Si Mohammed                                                | 30 gennaio 1994     |                                   | Parigi, Francia           |      |
| Salto in lungo    | 7.88 m | Issam Nima                                                      | 12 marzo 2010       | Campionati del mondo              | Doha, Qatar               |      |
| Salto Triplo      | 16.49 m | Lotfi Khaida                                                    | 14 marzo 1992       |                                   | Indianapolis, USA         |      |
| Lancio del peso   | 17.55 m | Jean-Marie Djébaili                                             | 1977                |                                   | Francia                   |      |
| Heptathlon        | 5911 pts | Larbi Bouraada                                                  | 27–28 febbraio 2010 | Campionati francesi élite         | Parigi, Francia           |      |
| Heptathlon        | 6.89 (60 m), 7.34 m (lungo), 14.00 m (peso), 1.92 m (alto) / 8.05 (60 m h), 4.60 m (asta), 2:39.86 (1000 m) |                                                                 |                     |                                   |                           |      |
| 5000 m marcia     | |                                                                 |                     |                                   |                           |      |
| staffetta 4x400 m | 3:14.29 | Algeria Faiçal Cherifi Faiçal Doukhi Hocine Lamada Larbi Laroui | 14 marzo 2009       |                                   | Atene, Grecia             |      |

### Femminili
| Specialità        | Prestazione                                                                   | Atleta                | Data             | Evento              | Luogo                     | Note |
| ----------------- | ----------------------------------------------------------------------------- | --------------------- | ---------------- | ------------------- | ------------------------- | ---- |
| 60 m              | 7.45                                                                          | Baya Rahouli          | 23 febbraio 1999 |                     | Eaubonne, Francia         |      |
| 200 m             | 24.52                                                                         | Nadia Abdou           | 26 gennaio 1997  |                     | Bordeaux, Francia         |      |
| 400 m             | 56.70                                                                         | Rachida Ferdjaoui     | 29 gennaio 1984  |                     | Parigi, Francia           |      |
| 800 m             | 2:00.75                                                                       | Nouria Mérah-Benida   | 13 febbraio 1999 |                     | Dortmund, Germania        |      |
| 1500 m            | 4:07.94                                                                       | Nouria Mérah-Benida   | 18 febbraio 2000 |                     | Chemnitz, Germania        |      |
| 3000 m            | 9:05.25                                                                       | Samira Chellah        | 25 febbraio 2006 |                     | Aubiere, Francia          |      |
| 60 m h            | 8.28                                                                          | Yasmina Azzizi-Kettab | 15 febbraio 1992 |                     | Berlino, Germania         |      |
| Salto in lungo    | 1.76 m                                                                        | Katiba Korbaa         | 9 febbraio 2007  |                     | Aubiere, Francia          |      |
| Salto in lungo    | 1.76 m                                                                        | Katiba Korbaa         | 24 febbraio 2007 |                     | Parigi, Francia           |      |
| Salto con l'asta  | 2.50 m                                                                        | Linda Chellakh        | 22 gennaio 1995  |                     | Grenoble, Francia         |      |
| Salto in lungo    | 5.95 m                                                                        | Yasmina Azzizi-Kettab | 15 febbraio 1992 |                     | Berlino, Germania         |      |
| Salto triplo      | 14.31 m                                                                       | Baya Rahouli          | 15 marzo 2003    | Campionati mondiali | Birmingham, Gran Bretagna |      |
| Salto triplo      | 14.31 m                                                                       | Baya Rahouli          | 5 marzo 2004     | Campionati mondiali | Budapest, Ungheria        |      |
| Lancio del peso   | 14.58 m                                                                       | Yasmina Azzizi        | 9 febbraio 1992  |                     | Nogent-sur-Oise, Francia  |      |
| Pentathlon        | 4424 pts                                                                      | Yasmina Azzizi-Kettab | 15 febbraio 1992 |                     | Berlino, Germania         |      |
| Pentathlon        | 8.28 (60 m h), 1.72 m (alto), 14.47 m (peso), 5.95 m (lungo), 2:20.26 (800 m) |                       |                  |                     |                           |      |
| 3000 m marcia     |                                                                               |                       |                  |                     |                           |      |
| staffetta 4x400 m |                                                                               |                       |                  |                     |                           |      |

+ = tempo intermedio

ht = tempo manuale

# = non riconosciuto dalla federazione